# Obergern (Berchtesgaden)
Obergern ist seit dem 1. Januar 1972 ein Gemeindeteil bzw. eine Gnotschaft des Marktes Berchtesgaden im oberbayerischen Landkreis Berchtesgadener Land.

## Geschichte
Vermutlich bereits ab Ende des 14. Jahrhunderts war Obergern der 3. Gnotschaftsbezirk der „Urgnotschaft“ Gern im Berchtesgadener Land, das ab 1380 das Kernland der Reichsprälatur Berchtesgaden und der später eigenständigen, reichsunmittelbaren Fürstpropstei Berchtesgaden (1559–1803) bildete. Nach drei kurz hintereinander folgenden Herrschaftswechseln wurde 1810 das Berchtesgadener Land mit seinen Gnotschaften dem Königreich Bayern angegliedert und aus Gern ab 1812 eine Gemeinde. Ab 1953 wurde Gern in Maria Gern umbenannt und Obergern blieb bis zum 31. Dezember 1971 Gemeindeteil dieser Gemeinde, die im Zuge der Gebietsreform in Bayern aufgelöst und am 1. Januar 1972 nach Berchtesgaden eingemeindet wurde. Seither ist Obergern ein Gemeindeteil bzw. eine Gnotschaft des Marktes Berchtesgaden.